# Tipula (Savtshenkia) akeleyi
Tipula (Savtshenkia) akeleyi is een tweevleugelige uit de familie langpootmuggen (Tipulidae). De soort komt voor in het Afrotropisch gebied.